# فرانک باتلر (نویسنده)
فرانک باتلر (انگلیسی: Frank Butler؛ زاده ۲۸ دسامبر ۱۸۹۰ درگذشته ۱۰ ژوئن ۱۹۶۷) بازیگر و فیلم‌نامه‌نویس اهل ایالات متحده آمریکا بود.
از فیلم‌هایی که وی در آن نقش داشته‌است، می‌توان به بانی اسکاتلند، قانون هیچ‌کس، مخاطرات پائولین و آقای باگز محترم اشاره کرد.